# Niels Erik Nørlund
Niels Nørlund, né le 26 octobre 1885 à Slagelse au Danemark et mort le 4 juillet 1981, est un mathématicien danois.

## Biographie
Il étudie à la grande école de Soro et ensuite travaille comme assistant à l'observatoire de Copenhague. Son travail a une influence sur ses futurs intérêts scientifiques. Après avoir obtenu son doctorat en 1910 à l'université de Copenhaguen, Nørlund occupe un poste en Suède comme professeur de mathématiques à l'université de Lund. Il y reste jusqu'en 1922, pour ensuite retourner au Danemark et ainsi devenir professeur de mathématiques à l'Université de Copenhague, un poste qu'il occupe jusqu'à sa retraite en 1956. Il occupe plusieurs postes officiels, parmi lesquels directeur de l'Institut royal géodésique du Danemark (1923-1955) et rédacteur en chef de la revue Acta Mathematica.
L'intérêt pour Nørlund dans la géodésie date de son retour à l'observatoire de Copenhague, et ses publications sont marquées par son travail dans la cartographie du Danemark et de l'Islande. Il organise une nouvelle triangulation du Danemark à partir de 1923, accompagnée par des mesures de gravité et de déterminations astronomiques de longitude, et effectue également une triangulation partielle du Groenland. 
Il s'intéresse également aux équations différentielles et à l'analyse. Son livre Vorlesungen uber Differenzenrechnung (1924, réédité 1954) est le premier livre sur les fonctions de variable complexe solutions d'équations aux différences.
Il est président de l'Académie royale danoise des sciences et des lettres de 1927 à 1933.
Georg Rasch est son étudiant en thèse et Inge Lehmann son assistante.